# Eyes of a Stranger (phim năm 1970)
Eyes of a Stranger (hay còn được biến đến với tên Eyes of a Gay Stranger theo tựa phim khác tại Mỹ) là một bộ phim khiêu dâm Mỹ năm 1970, được đạo diễn bởi Fred Clay và Abe Rich và sản xuất bởi Ken Green.
Bộ phim còn có sự xuất hiện của ngôi sao phim khiêu dâm Jack Wrangler trong vai diễn đồng tính nam đầu tiên trong sự nghiệp của anh. Đây đồng thời cũng chính là bộ phim đồng tính nam hardcore đầu tiên nhận được thành công thương mại tại Mỹ.

## Diễn viên
- Lou Dye
- Jay Kirk
- Ray Moor
- Eddie Reed
- Charles Stern
- Jack Wrangler